# Zwartlijnvisstaartje
Het zwartlijnvisstaartje (Meganola togatulalis) is een nachtvlinder uit de familie van de visstaartjes (Nolidae). 
De wetenschappelijke naam van de soort is voor het eerst geldig gepubliceerd door Hübner in 1796.
De voorvleugel is grijs met een opvallende zwarte dwarslijn in een grijze band met een getande buitenrand en een opvallend verspringende binnenrand. De waardplanten zijn eik en sleedoorn. De soort kent jaarlijks één generatie die vliegt in juni en juli. 
De soort komt voor in Noord-Afrika, Klein Azië, Zuid- en Centraal-Europa. In Nederland is de soort voor het laatst gevangen in 1927 en daarna nog waargenomen in 1978 en 1979. Ook in België is de soort zeer zeldzaam en vooral gezien in de provincie Luik.